# Nikolaj Bunge

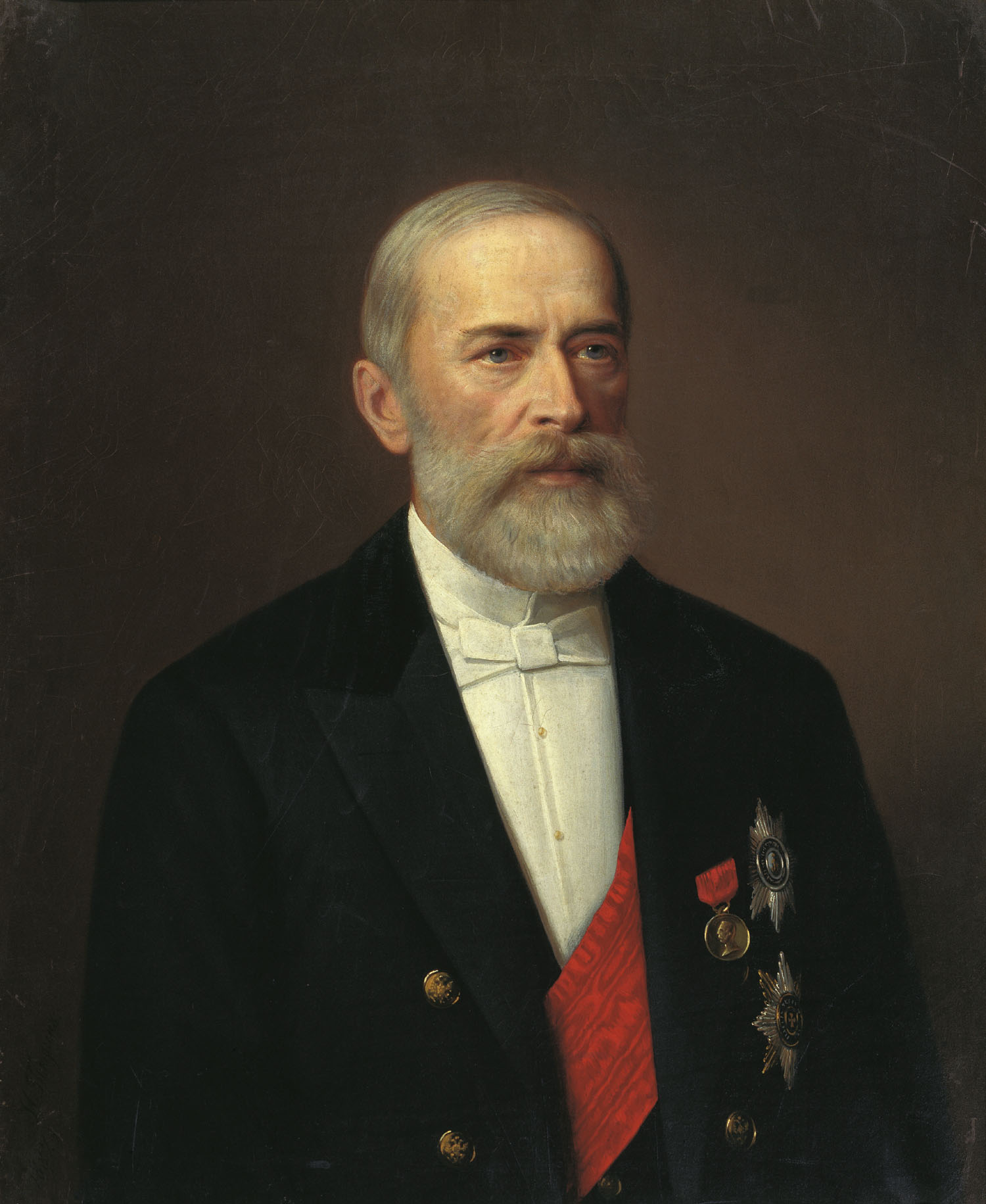
Nikolaj Bunge, portret door Ivan Tjoerin (1887)

Nikolaj Christianovitsj Bunge (Russisch: Николай Христианович Бунге) (Kiev, 23 november 1823 - Tsarskoje Selo, 15 juni 1895)  was een Russische hoogleraar, econoom, bankier en liberaal politicus van Russisch-Duitse afkomst.
Bunge was hoogleraar politieke economie en publiceerde onder meer over lijfeigenschap. Hij werd in 1859 rector van de Universiteit van Kiev. 
In 1878 werd hij onder-minister van Financiën en Handel en in 1881 minister van Financiën van het Russische Rijk. Hij voerde enkele hervormingen door die gericht waren op modernisering en liberalisering van de economie, onder meer van het belastingsysteem en het Russische spoorwegsysteem. Ook legde hij kinderarbeid aan banden.  
In 1883 richtte hij een boerenleenbank op om boeren in staat te stellen land te kopen, maar dit werd geen succes. 
Hij was tegenstander van het marxisme en  werd  om die reden onder Russische historici als een burgerlijke hervormer gezien.